# Tarek Heggy
Tarek Heggy (em árabe: طارق حجى; nascido em 12 de outubro de 1950) é um autor liberal egípcio, um pensador político e estrategista internacional do petróleo. Heggy é um dos autores mais proeminentes do Egito sobre o assunto da necessidade de reforma política do Egito. Seus extensos escritos defendem os valores da modernidade, da democracia, da tolerância e dos direitos das mulheres no Oriente Médio - avançando-os como valores universais essenciais para o progresso da região. Ele leccionou em universidades em todo o mundo e várias instituições internacionais e grupos de reflexão, como a Fundação Heritage, a Carnegie Endowment for International Peace e o Conselho de Relações Exteriores.
Os principais temas da Heggy são a necessidade de reformas económicas, políticas, culturais e educacionais no Egito e no Oriente Médio. Ele enfatiza o respeito pelos direitos individuais e o poder da razão humana para impulsionar as ciências. Ele é um defensor da criatividade e das artes, da igualdade de género, dos mercados livres, da administração pública não-sectária e da utilização de técnicas de gestão modernas.
Os dois livros de Tarek Heggy (publicados antes da Primavera árabe), The Arab Cocoon (2010) e The Arab Mind Bound (2011), examinam se e por que o mundo árabe é resistente às formas ocidentais de progresso. Heggy afirma que é a cultura árabe, amplamente interpretada, que está levando a região de volta. Ele acredita que nem a política externa dos EUA nem a existência de Israel são os principais motivos para isso. Também ele não acredita no colonialismo europeu, o sistema capitalista global, ou a liga dos governantes autocráticos que se agarravam (e em lugares, continuam a se apegar) ao poder graças às receitas do petróleo ou à ajuda militar externa são as causas. Heggy baseia-se em sua experiência cosmopolita, experiência comercial e discussões com intelectuais públicos de todas as persuasões para criticar a cultura árabe.
A mentalidade que a Heggy descreve é propensa a uma versão literal e politizada do Islão, que é um dos principais contribuintes para o mal-estar árabe. O núcleo da disputa mais importante de Heggy é encapsulado por esta metáfora em The Arab Mind Bound: a cultura árabe é "encadernada com duas cadeias pesadas": anexado a uma é a espécie do Islão promulgada pelos Wahhabis sauditas e em menor grau, a Irmandade Muçulmana; ligado ao outro é um sistema educacional disfuncional que perpetua os "processos de pensamento defeituosos, distorções intelectuais e delírios negativos" que produzem estagnação endémica em todas as esferas. Segue-se que nenhuma tentativa de abordar a miríade de problemas políticos e económicos que o mundo árabe-islâmico enfrentará será bem sucedida sem reformas religiosas, culturais e educacionais.
De acordo com Bernard Lewis, Cleveland E. Dodge, professor emérito de Estudos do Próximo Oriente na Universidade de Princeton, Heggy é uma "voz corajosa e distinta do Egito" e fornece "uma visão interior sincera e provocativa dos problemas atuais do mundo árabe". Heggy participou do debate da BBC/Doha sobre a separação da mesquita e do estado. 

## Vida e educação
Heggy estudou direito (LL.B & LL.M) na Universidade Ain Shams no Cairo, seguido de graus superiores em Técnicas de Gestão Moderna do Instituto Internacional de Gestão da Universidade de Genebra. De 1973 a 1979 foi professor associado de Direito na Universidade de Constantino/Argélia e na Universidade de Fes/Marrocos.

## Carreira
Em julho de 1979, Heggy juntou-se a uma importante empresa de gás e petróleo como advogado (1979-1985) e passou a se tornar ligado ao presidente da filial do Egito (1985-1988). Em 1988, tornou-se seu presidente e CEO, do qual renunciou em no dia 1 de julho de 1996.
Heggy participou do estabelecimento (em 2000) da "Cadeira dos Estudos Coptas" na Universidade Americana do Cairo  bem como da Bolsa de Pós-Graduação Tarek Heggy para Relações Judaico-Muçulmana da Universidade de Toronto.
Heggy recebeu o Prêmio Grinzane Cavour de 2008 por conquistas culturais e literárias bem como os Recipientes do Prêmio do Décimo Aniversário / Escritores de Livros do Mundo Árabe.

## Obras
Desde abril de 1978, Tarek Heggy escreveu 18 livros em árabe (mais 13 em inglês, francês e italiano).
Livros em inglês
- On Management and Petroleum Industry. 1991
- Egypt's Contemporary Problems. 1992
- Critique of Marxism. 1992
- Egyptian Political Essays. 2000
- Culture, Civilization & Humanity. (Published in the UK and US by Frank Cass) 2003
- The Fall of Socialism. 2009
- The Arab Cocoon. (Published by Vallentine Mitchell in the UK, US) 2010
- The Arab Mind Bound. (Valentine Mitchell Publishers, UK and US) 2011
- The Plague of Radicalism. (Roznameh Publisher) 2016

Livros em árabe
- Marxist Ideas In Balance. 1978
- Communism And Religion. 1980
- My Experience With Marxism. 1983
- What is to be done? 1986
- The Four Idols. 1988
- The Trinity of Destruction. 1990
- Egypt between two Earthquakes. 1991
- The Fateful Transformation. 1993
- Reflections on Egypt 's Realities. 1995
- Critique of the Arab Mind. 1998
- Culture First and Foremost. 2000
- The Values of Progress. 2001
- On the Egyptian Mind. 2003
- Margins on The Egyptian Mind. 2004
- Modern Management in the contemporary Arab Societies. 2006
- The Imprisonment of the Arab Mind. (Merit Publishers, Cairo) 2009
- Our Culture Between Illusion and Reality. 2009
- DANAT. (Dar al Horryiah Publisher, Cairo) 2012

Livros em francês
- L'inéluctable Transformation. 1991
- Le Djinn Radical. (Published by L'Harmattan, Paris) 2010
- L'esprit Arabe Enchaîné (Published by L'Harmattan. Paris) 2012

Livros em italiano
- Le Prigioni Della Mente Araba (translated by Valentina Columbo). (Published by Marietti 1820 - Casa Editrice Marietti, Milan Italy) 2010